# Vladimir Pučkov
Vladimir Andrejevič Pučkov (rusky: Владимир Андреевич Пучков; narozen 1. ledna 1959, Novinka, Oblast Stalingrad) je ruský politik a generálporučík, který sloužil jako ministr pro mimořádné situace od května 2012 do května 2018. Je držitelem federální státní civilní hodnosti aktivního státního rady Ruské federace 1. třídy.

## Život
Vladimir Pučkov absolvoval v roce 1979 Vyšší vojenskou inženýrskou velitelskou školu v Ťumeni a v roce 1988 absolvoval Vojenskou inženýrskou akademii Valeriana Kujbyševa v Moskvě. Další akademické vzdělání získal v roce 2000 na Ruské akademii veřejné správy při prezidentovi Ruské federace.
Od roku 1997 zastával různé pozice v Ministerstvu pro mimořádné situace Ruské federace. V letech 2006 až 2007 byl vedoucím ministerstva v regionálním centru Severozápad. Od července 2007 do května 2012 byl náměstkem ministra pro mimořádné situace.
Dne 21. května 2012 byl jmenován ministrem pro mimořádné situace v kabinetu Dmitrije Medveděva a tento post zastával do 18. května 2018.
Vladimir Pučkov je ženatý a má čtyři děti.

## Další informace
Podle ruských novin Kommersant bylo vztah mezi Pučkovem a jeho předchůdcem Sergejem Šojguem během jejich společného působení na ministerstvu pro mimořádné situace „napjaté“.